# 大马路 (烟台市)
大马路是中国山东省烟台市芝罘区的一条街道，东西走向，西到解放路，东接滨海北路，全长1308米，宽14米。
此外，烟台市尚有名为二马路、三马路、四马路及北马路的道路。

## 历史
道路修筑于1860年，原长660米，土石路面。因其在当时为烟台东区最老、最长的道路而得名。1910年随城市改建而更名为东马路。1912年，道路延伸至现在的长度。1926年，开始铺砌混凝土路面和部分沥青路面。1938年烟台市整治规划后，复名大马路，铺砌沥青路面。

## 主要建筑
- 35号：大马路浸信会教堂，烟台市保护建筑。
- 109号：俄国领事馆旧址。
- 111号：虹口宾馆。